# Čínské šachy

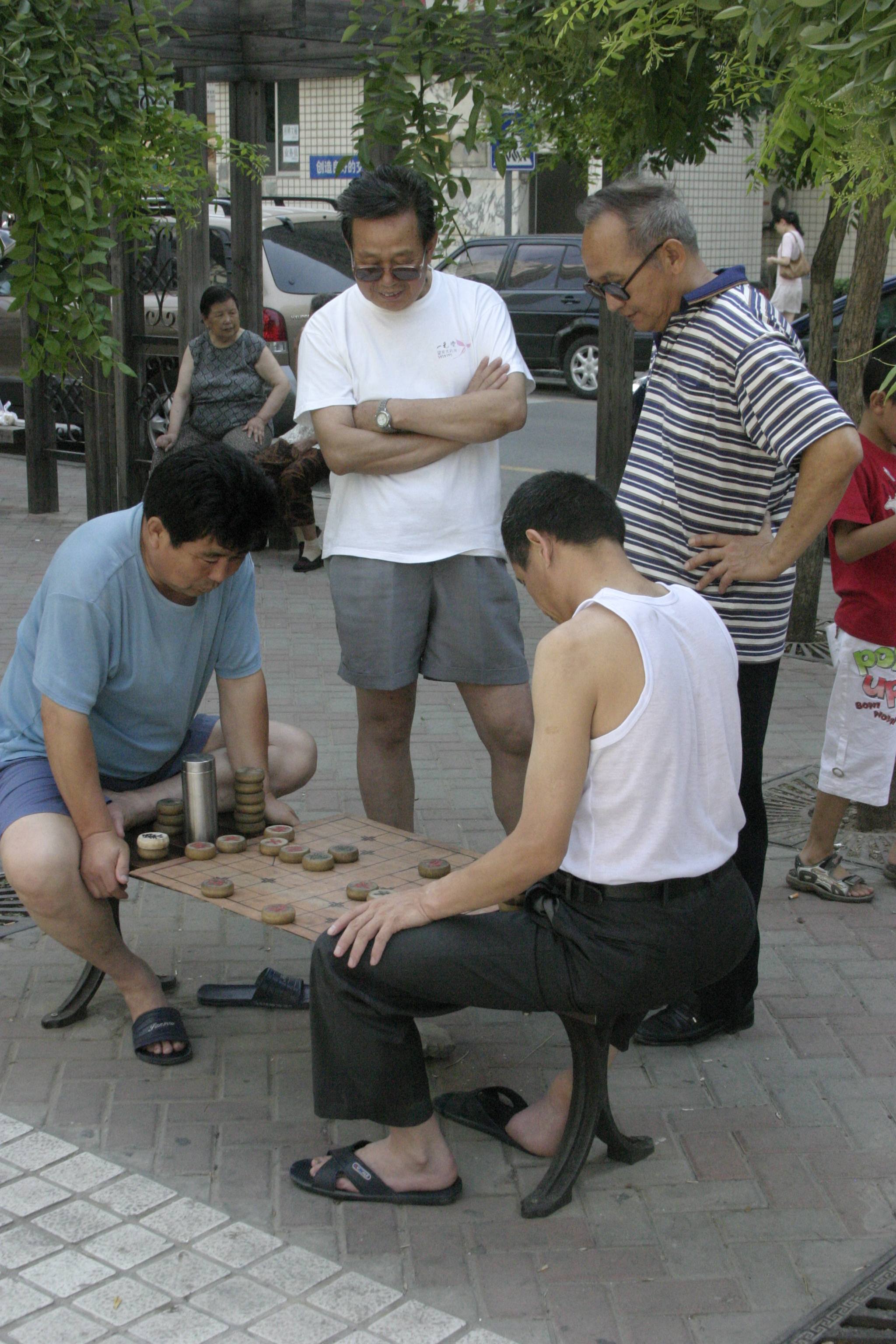
Hráči hrající čínské šachy v Pekingu

Čínské šachy nebo siang-čchi (čínsky 象棋, xiàngqí) je abstraktní desková hra pro dva hráče pocházející z Číny. Hra představuje souboj mezi dvěma armádami s cílem zajmout soupeřova generála.
I když přesný původ nebo vznik hry není doložen, zmínky o ní existují v literatuře již z 9. století. V roce 2008 se čínské šachy zařadily mezi disciplíny na prvních světových hrách duševních sportů.

## Pravidla

### Hrací deska
Hrací deska je obdélníkového tvaru a obsahuje 9x10 hracích polí. Na rozdíl od šachů jsou hrací kameny umístěny na průsečících čar.
Na obou stranách hrací desky se nacházejí čtverce o velikosti 3x3 průsečíky obsahující diagonální čáry. Tyto plochy se nazývají palác nebo pevnost. Plocha uprostřed hrací desky, která rozděluje hrací plochu na dvě poloviny se nazývá řeka.

### Základní postavení
| 10 |   |   |   |   |   |   |   |   |   |
| 9  |   |   |   |   |   |   |   |   |   |
| 8  |   |   |   |   |   |   |   |   |   |
| 7  |   |   |   |   |   |   |   |   |   |
| 6  |   |   |   |   |   |   |   |   |   |
| 5  |   |   |   |   |   |   |   |   |   |
| 4  |   |   |   |   |   |   |   |   |   |
| 3  |   |   |   |   |   |   |   |   |   |
| 2  |   |   |   |   |   |   |   |   |   |
| 1  |   |   |   |   |   |   |   |   |   |
|    | a | b | c | d | e | f | g | h | i |

### Hrací kameny
Hrací kameny v čínském šachu mají tvar plochého disku, na kterém jsou zobrazeny čínské znaky. Jeden hráč má na začátku hry kameny červené barvy (občas i bílé) a druhý hráč má kameny černé barvy (občas i modré nebo zelené). Kameny černého hráče jsou označeny jinými znaky než kameny červeného hráče. Různé znaky na každé straně mají původ v minulosti, kdy se figurky vyráběly z jednoho materiálu stejné barvy a proto se lišily znaky.

#### Generál

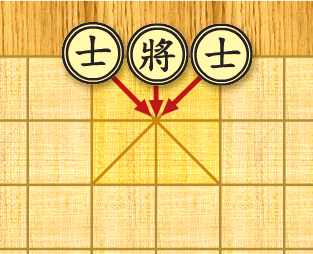
Generál a strážci

Generálové jsou označeni čínským znakem 將 nebo 将. Podle legendy se figurka generála původně nazývala císař, ale když se čínský císař dozvěděl o hře, nechal popravit dva hráče za vyhození císaře ze hry. Pak se figurka císaře přejmenovala na generála.
Na začátku hry jsou generálové umístění uprostřed krajních čar v paláci. Generál se pohybuje o jedno pole vodorovně nebo svisle, nikdy ne diagonálně a nesmí opustit svůj palác. Stejně jako král v šachu, nesmí ani generál vykonat pohyb na pole ohrožené soupeřovou figurkou.

#### Strážce
Strážci jsou označeni čínským znakem 士 pro černého hráče a znakem 仕 pro červeného hráče.
Strážce se pohybuje o jedno pole diagonálně a stejně jako generál nesmí opustit palác. Z toho vyplývá, že během hry se strážce může nacházet na pěti polích hrací desky. Na Začátku hry se oba strážci nacházejí vedle generála na obou jeho stranách.

#### Slon
Sloni se označují čínským znakem 象 pro černého hráče a znakem 相 pro červeného hráče.
Na začátku hry se oba sloni nacházejí vedle strážců. Pohybují se právě o dvě pole diagonálně, ale nesmí přeskočit obsazené hrací pole. Slon nesmí překročit řeku, takže do konce hry musí zůstat na své polovině hrací desky.

#### Kůň

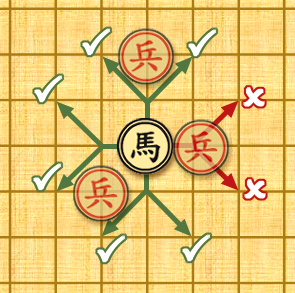
Možné tahy koně. Tahy označené červenou barvou nejsou povoleny.

Koně se označují čínským znakem 馬 pro černého hráče a znakem 傌 pro červeného hráče.
Na začátku hry se oba koně nacházejí na hrací desce vedle slonů. Kůň se pohybuje o jedno pole vodorovně nebo svisle následováno pohybem o jedno pole diagonálně ve stejném směru. Oproti figurce koně v šachu nesmí přeskočit obsazené pole. Z toho vyplývá, že v čínském šachu je možné pohyb koně blokovat jinými figurkami.

#### Vůz
Vozy jsou označeny čínským znakem 車 pro černého hráče a znakem 俥 pro červeného hráče.
Vůz se pohybuje stejně jako figurka věže v šachu o libovolný počet svisle nebo vodorovně, přičemž nesmí přeskočit pole obsazeno jinou figurkou. Na začátku hry se oba vozy nacházejí v rozích hrací desky.

#### Kanón

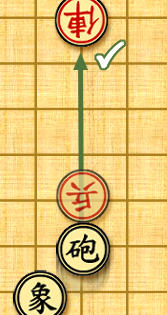
Možný tah kanónu.

Kanóny jsou označeny čínským znakem 砲 pro černého hráče a znakem 炮 pro červeného hráče.
Na začátku hry se oba kanóny nacházejí na hrací desce na pozici o dvě pole před koňmi. Kanón se pohybuje stejným způsobem jako vůz, ale při braní soupeřovy figurky musí přeskočit přesně jednu figurku libovolné barvy. Kanón nemůže přeskočit jinou figurku v případě, že v daném tahu nedojde k braní soupeřovy figurky.

#### Voják
Vojáci jsou označeni čínským znakem 卒 pro černého hráče a znakem 兵 pro červeného hráče.
Každý hráč má na začátku hry k dispozici 5 vojáků, kteří jsou střídavě umístění na bližší čáře u řeky. Pohybují se přesně o jedno pole dopředu, ale po překročení řeky získají možnost pohybu o jedno pole doprava nebo doleva. Vojáci se nikdy nemohou pohybovat dozadu. Po dosažení poslední řady se nepřeměňují na jiné figurky jako je tomu v šachu, mohou pouze provádět tahy do stran.

## Historie

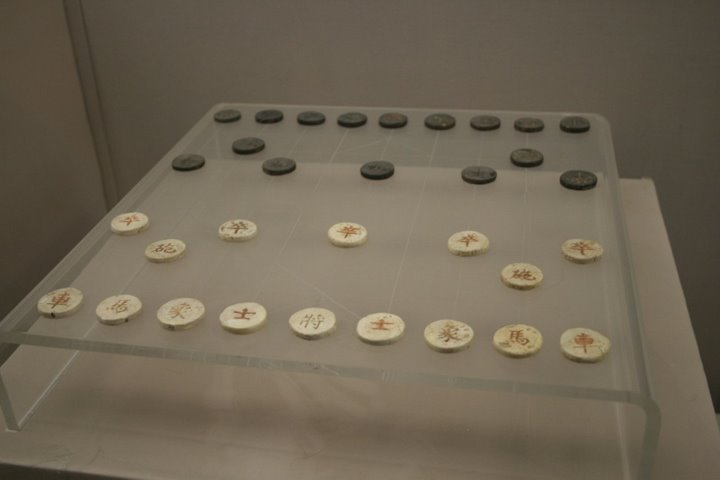
Hrací kameny čínského šachu z období dynastie Song (960-1279)

Hra má dlouhou historii a je možné, že byla ovlivněna starší čínskou hrou liubo. Přesný původ čínského šachu není znám, ale nejstarší historické záznamy o hře siang-čchi pocházejí již z prvního století našeho letopočtu. Není však jasné, zda šlo o čínské šachy nebo jinou hru se stejným názvem, protože slovní spojení siang-čchi má několik významů (hra slonů, hra figurek, hra souhvězdí, …).
Obecně se předpokládá, že čínské šachy vznikly úpravou indické hry čaturanga, která se považuje za předchůdce ostatních šachových her. Naproti tomu někteří historici (David H. Li) tvrdí, že čínské šachy je starší než čaturanga a vznikly v Číně. Společné znaky obou her by bylo obtížné připsat pouze náhodě.